# Cogitationis poenam nemo patitur
La expresión latina cogitationis poenam nemo patitur se usa en el ámbito del Derecho penal para expresar que solamente una conducta, y no un simple pensamiento, puede ser constitutiva de delito. Esta frase originalmente apareció en las "Institutiones" del jurista Domicio Ulpiano (170-228). Posteriormente, apareció en el Digesto, recopilación de textos jurídicos romanos realizada por orden del emperador bizantino Justiniano en el siglo VI.
Su traducción sería «nadie puede ser penado por sus pensamientos». Según esto, pensar en robar algo no es castigable, mientras que la comisión de un robo sí lo es. Este principio del derecho romano asume que ningún pensamiento o deseo de un ser humano puede delinquir, sino hasta que esta manifestación de pensamiento o deseo se exterioriza provocando una conducta injusta que causa un daño a un bien jurídico tutelado.

## En obras de ficción
En la novela distópica 1984 (1949) aparece una superpotencia totalitaria en la que se rechaza este principio jurídico, existiendo incluso una «Policía del Pensamiento» que combate el «crimen mental»:

No nos interesan esos estúpidos delitos que has cometido. Al Partido no le interesan los actos realizados; nos importa sólo el pensamiento.